# 兴凯镇
兴凯镇，是中华人民共和国黑龙江省鸡西市密山市下辖的一个乡镇级行政单位。

## 行政区划
兴凯镇下辖以下地区：
兴凯村、红岭村、兴农村、东光村、兴旺村、东发村、平原村、星火村、宏亮村和鲜新村。